# Daudi Cwa II

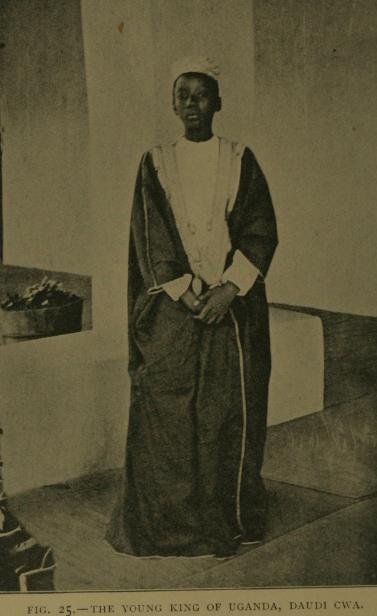
Daudi Cua op jonge leeftijd.

Daudi Cwa II (Mmengo, 8 augustus 1896 - Kampala, 22 november 1939) was koning (kabaka) van Boeganda van 1897 tot zijn dood. 
De reformistische Daudi Cwa volgde op 14 augustus 1897 op eenjarige leeftijd zijn vader Mwanga II op als koning van Boeganda, een in Oeganda gelegen monarchie. Tot zijn achttiende verjaardag regeerde hij met behulp van een regentschap bestaande uit één katholieke en twee protestantse chiefs. Nadat hij meerderjarig was geworden volgde hij een hervormingsgezinde koers en trachtte Boeganda om te vormen tot een constitutionele monarchie. Daudi Cwa II stond op goede voet met het Britse koloniale bestuur.
Na zijn overlijden in 1939 werd hij opgevolgd door zijn zoon Edward Mutesa II die de hervormingen van zijn vader voortzette en later de eerste president van Oeganda werd. Daudi Cwa werd begraven in de tombes van Kasubi. Hij was protestants gedoopt.